# Robinsonade (literatuur)
Een robinsonade is een verhaal waarbij het voornaamste motief de sociale isolering van een of hooguit een kleine groep personen is, met name op een afgelegen eiland. Behalve in de literatuur is dit thema terug te vinden in enkele andere kunstvormen, met name de film. De robinsonade wordt als literair genre meestal beschouwd als een subgenre van de avonturenroman en is daarnaast zeer nauw verwant aan het imaginaire reisverhaal. De term wordt ook wel gebruikt voor de Robinson Crusoë-economie, een eenpersoonseconomie.
Het begrip robinsonade is afgeleid van de hoofdpersoon uit de roman Robinson Crusoe uit 1719 van Daniel Defoe, die na een schipbreuk in dergelijke geïsoleerde omstandigheden moest zien te overleven. Het genre beleefde een bloeiperiode in de 18e eeuw, samenhangend met het kosmopolitisme in de periode van de Verlichting. In Rousseau's Emile, een verhaal dat zelf trekjes van de robinsonade heeft, mag de jonge hoofdpersoon niets anders lezen dan het verhaal van Robinson Crusoe, wat tot een golf aan jeugdboeken in dit genre leidde.

## Voorbeelden

### Fictie
In de roman Robinson Crusoe komen een aantal moraalfilosofische kwesties met betrekking tot het conflict tussen natuur en cultuur, tussen natuurlijkheid en beschaving en tussen het individu en de maatschappij aan de orde. Een van de dingen die daarbij centraal staan is het ver van de beschaafde wereld kunnen handhaven van beschaafde gewoonten, het vast blijven houden aan religie en niet vervallen tot zaken als kannibalisme die in de meeste beschavingen taboe zijn.  
Het thema van het boek van Defoe werd al snel overgenomen in allerlei andere verhalen. In De Zwitserse familie Robinson (gepubliceerd in 1812) van Johann David Wyss gaat het om een hele familie die zich in een dergelijke situatie bevindt. Hetzelfde motief is gebruikt in Masterman Ready, or the Wreck of the Pacific uit 1841 van Frederick Marryat. Andere bekende voorbeelden van robinsonaden zijn Het geheimzinnige eiland (waarin kapitein Nemo de deus ex machina blijkt) en het – pas in 1991 gepubliceerde – Oom Robinson van Jules Verne. 
Met het voortschrijden van de technologische ontwikkelingen werd in het verhaalmotief het afgelegen eiland steeds minder belangrijk als plaats waar de isolatie kon plaatsvinden. In modernere robinsonaden speelt sciencefiction dan ook vaak een belangrijke rol. De plek van isolatie is dan bijvoorbeeld een andere planeet of de interstellaire ruimte. In Schwarze Spiegel van Arno Schmidt raakt de hoofdpersoon geïsoleerd van de menselijke samenleving doordat hij de laatste overlevende van een kernoorlog is. Een soortgelijk motief doet zich voor in de roman God's Grace van Bernard Malamud. Nog een ander veelgebruikt motief is isolatie in de tijd door middel van een machine, waarvoor De Tijdmachine (1895) van H.G. Wells als het klassieke boek geldt.

### Religieuze vertellingen
Uiteenlopende religieuze vertellingen worden gekenmerkt door sociale isolering, met uiteenlopende submotieven. De profeet Elia trok zonder te eten of te drinken veertig dagen door de wildernis, op weg naar Horeb, de berg van God. Analoog verblijft Jezus veertig dagen in de woestijn, in de zogenaamde verzoeking van Christus. Een dergelijke terugtrekking uit de samenleving is als een loutering, initiatieritueel of wijding op te vatten en wordt in verband gebracht met de veertigjarige trek door de woestijn vanaf de Joodse uittocht uit Egypte, waarbij de afzondering van andere volken draconisch gehandhaafd werd. Ook illustreren dergelijke verhalen de macht van een opperwezen om zijn volgelingen in leven te houden en te beschermen. 

## Verbinding met andere motieven

### Utopie en dystopie
Soms wordt de robinsonade in verband gebracht met andere motieven, met name de utopie. Isolatie wordt dan voorgesteld als een noodzakelijke voorwaarde voor het zich vormen van een nieuwe beschaving, zoals bijvoorbeeld gebeurt in Insel Felsenburg van Johann Gottfried Schnabel (in het voorwoord van dit boek (1731) wordt voor het eerst het woord "robinsonade" gebruikt). Ook in het Het geheimzinnige eiland is een soortgelijke achterliggende gedachte terug te vinden: na de Amerikaanse Burgeroorlog te zijn ontvlucht bouwt een kleine groep mensen op een eiland in de Stille Oceaan een geheel nieuwe beschaving op, inclusief zelf uitgevonden technologieën. Hier ligt ook een verband met oudere schrijvers die als voorlopers van de robinsonade-auteur kunnen worden beschouwd, zoals de Britse reisschrijvers Richard Hakluyt en Robert Knox, en de Nederlander Hendrik Smeeks.
Precies het tegenovergestelde idee van een utopie wordt echter uitgewerkt in William Goldings robinsonade Heer der vliegen. In deze dystopie is een groep ontwikkelde scholieren uit een internaat gestrand op een afgelegen eiland, waarna ze zonder de sturing van een persoon of instantie van bovenaf al snel geen enkel ethisch besef meer hebben en vervallen tot onbeschaafd gedrag.

### Autarkie
In een robinsonade waarbij weinig of geen contact met de samenleving in de buitenwereld bestaat, speelt autarkie (zelfvoorziening) een rol. Bij Robinson Crusoe illustreert deze zijn vindingrijkheid en zijn andere deugden, wat in de televisieserie Expeditie Robinson is uitgewerkt tot een wedstrijd. In het boek Heer der vliegen wordt het thema gebruikt om een meedogenloze concurrentiestrijd te tonen. In de romantiek kan autarkie als een ideaal voorgesteld worden, maar ook als een middel tot zelfverwerkelijking of om dichter bij het hogere te komen, zoals bijvoorbeeld in Walden.